# Codici aeroportuali IATA - C

## CA-CG
- CAA Aeroporto civile, Catacamas, Honduras
- CAB Aeroporto di Cabinda, Cabinda, Angola (sito informativo)
- CAC Aeroporto civile, Cascavel, Brasile
- CAD Aeroporto civile, Cadillac/Contea di Wexford (Michigan), Stati Uniti d'America
- CAE Aeroporto Metropolitano di Columbia, Columbia (Carolina del Sud), Stati Uniti d'America
- CAF Aeroporto civile, Carauari, Brasile
- CAG Aeroporto di Cagliari-Elmas, Elmas (CA), Italia
- CAH Aeroporto civile, Cà Mau, Vietnam
- CAI Aeroporto Internazionale del Cairo, Il Cairo, Egitto
- CAJ Aeroporto civile, Canaima, Venezuela
- CAK Aeroporto Akron-Canton Regional, Akron (Ohio)/Canton (Ohio), Stati Uniti d'America
- CAL Aeroporto civile, Campbeltown, Regno Unito
- CAM Aeroporto civile, Camiri, Bolivia
- CAN Aeroporto di Canton-Baiyun, Canton, Cina
- CAO Aeroporto Clayton Municipal Airpark, Clayton (Nuovo Messico), Stati Uniti d'America
- CAP Aeroporto civile, Cap-Haïtien, Haiti
- CAQ Aeroporto civile, Caucasia, Colombia
- CAR Aeroporto Caribou Municipal, Caribou (Maine), Stati Uniti d'America
- CAS Aeroporto civile, Casablanca, Marocco
- CAS Aeroporto Anfa, Casablanca, Marocco
- CAT Aeroporto civile, Cat Island, Bahamas
- CAU Aeroporto civile, Caruaru, Brasile
- CAV Aeroporto civile, Cazombo, Angola
- CAW Aeroporto civile, Campos dos Goytacazes, Brasile
- CAX Aeroporto Crosby, Carlisle, Regno Unito
- CAY Aeroporto Rochambeau, Caienna, Guyana francese
- CAZ Aeroporto civile, Cobar (Nuova Galles del Sud), Australia
- CBA Aeroporto civile, Corner Bay, Stati Uniti d'America
- CBB Aeroporto Internazionale Jorge Wilstermann, Cochabamba, Bolivia
- CBC Aeroporto civile, Cherrabun, Australia
- CBD Aeroporto civile, Car Nicobar, India
- CBE Aeroporto Municipal, Cumberland (Maryland), Stati Uniti d'America
- CBF Aeroporto civile, Council Bluffs (Iowa), Stati Uniti d'America
- CBG Aeroporto civile, Cambridge, Regno Unito
- CBH Aeroporto Oukda, Bechar-Leger, Algeria (sito informativo)
- CBI Aeroporto civile, Cape Barren Island (Tasmania), Australia
- CBJ Aeroporto civile, Cabo Rojo, Repubblica Dominicana
- CBK Aeroporto civile, Colby, Stati Uniti d'America
- CBL Aeroporto civile, Ciudad Bolívar, Venezuela
- CBM Aeroporto civile, Columbus, Stati Uniti d'America
- CBN Aeroporto civile, Cirebon Penggung, Indonesia
- CBO Aeroporto civile, Cotabato, Filippine
- CBP Aeroporto civile, Coimbra, Azzorre - Portogallo
- CBQ Aeroporto Internazionale Margaret Ekpo, Calabar, Nigeria
- CBR Aeroporto Internazionale di Canberra, Australia
- CBS Aeroporto civile, Cabimas Oro Negro, Venezuela
- CBT Aeroporto di Catumbela, Catumbela, Angola
- CBT Aeroporto civile, Camabatela, Angola
- CBU Aeroporto Cottbus Flugplatz - Air Base, Cottbus, Germania
- CBV Aeroporto civile, Cobán, Guatemala
- CBX Aeroporto civile, Condobolin/Condoblin, Australia
- CBY Aeroporto civile, Canobie, Australia
- CBZ Aeroporto civile, Cabin Creek, Stati Uniti d'America
- CCB Aeroporto civile, Upland Cable, Stati Uniti d'America
- CCC Aeroporto civile, Cayo Coco/Cayo Largo Del Sur, Cuba
- CCD Aeroporto civile, Los Angeles Century City, Stati Uniti d'America
- CCE Aeroporto di Grand-Case Espérance, Saint-Martin, Guadalupa
- CCF Aeroporto SALVAZA, Carcassonne, Francia
- CCG Aeroporto civile, Crane (Texas), Stati Uniti d'America
- CCH Aeroporto civile, Chile Chico, Cile
- CCI Aeroporto civile, Concordia, Brasile
- CCJ Aeroporto civile, Calicut, India
- CCK Aeroporto Cocos Island Airport Christmas Island, Isole Cocos e Keeling
- CCL Aeroporto civile, Chinchilla, Australia
- CCM Aeroporto civile, Criciúma, Brasile
- CCN Aeroporto civile, Chakcharan, Afghanistan
- CCO Aeroporto civile, Carimagua, Colombia
- CCP Aeroporto Carriel Sur, Concepcion, Cile
- CCQ Aeroporto civile, Cachoeira, Brasile
- CCR Aeroporto Buchanan Field, Concord (California), Stati Uniti d'America
- CCS Aeroporto Internazionale Simón Bolívar, Caracas/Maiquetía, Venezuela
- CCT Aeroporto civile, Colonia Catriel, Argentina
- CCU Aeroporto Internazionale di Calcutta, Calcutta, India
- CCV Aeroporto civile, Craig Cove, Vanuatu
- CCW Aeroporto civile, Cowell, Australia
- CCX Aeroporto civile, Cáceres (Brasile), Brasile
- CCY Aeroporto civile, Charles City (Iowa), Stati Uniti d'America
- CCZ Aeroporto civile, Chub Cay, Bahamas
- CDA Aeroporto civile, Cooinda, Australia
- CDB Aeroporto civile, Cold Bay (Alaska), Stati Uniti d'America
- CDC Aeroporto Cedar City Municipal, Cedar City (Utah), Stati Uniti d'America
- CDE Aeroporto civile, Caledonia, Panama
- CDF Aeroporto FIAMES, Cortina d'Ampezzo, Italia
- CDG Aeroporto Charles de Gaulle, Paris Roissy, Francia
- CDH Aeroporto civile, Camden (Arkansas)/Harrell Field (Arkansas), Stati Uniti d'America
- CDJ Aeroporto civile, Conceição do Araguaia, Brasile
- CDK Aeroporto civile, Cedar Key Lewis, Stati Uniti d'America
- CDL Aeroporto civile, Candle (Alaska), Stati Uniti d'America
- CDN Aeroporto civile, Camden (Arkansas), Stati Uniti d'America
- CDO Aeroporto civile, Cradock, Sudafrica
- CDP Aeroporto civile, Cuddapah, India
- CDQ Aeroporto civile, Croydon, Australia
- CDR Aeroporto Chadron Municipal, Chadron (Nebraska), Stati Uniti d'America
- CDS Aeroporto Childress Municipal, Childress (Texas), Stati Uniti d'America
- CDU Aeroporto civile, Camden (Australia), Australia
- CDV Aeroporto MILE 13 FIELD - Merle K. (Mudhole) Smith, Cordova (Alaska), Stati Uniti d'America
- CDW Aeroporto Essex County, Caldwell (New Jersey), Stati Uniti d'America
- CDY Aeroporto civile, Cagayan de Sulu, Filippine
- CEA Aeroporto civile, Wichita Cessna Aircraft Field, Stati Uniti d'America
- CEB Aeroporto MACTAN International, Cebu, Filippine
- CEC Aeroporto MUNICIPAL, Crescent City (California), Stati Uniti d'America
- CED Aeroporto Ceduna, Ceduna (South Australia), Australia
- CEE Aeroporto civile, Čerepovec, Russia
- CEG Aeroporto civile, Chester Harwarden, Regno Unito
- CEI Aeroporto civile, Chiang Rai, Thailandia
- CEJ Aeroporto civile, Černigov, Ucraina
- CEK Aeroporto civile, Čeljabinsk, Russia
- CEL Aeroporto civile, Cape Eleuthera, Bahamas
- CEM Aeroporto civile, Central (Alaska), Stati Uniti d'America
- CEN Aeroporto civile, Ciudad Obregón, Messico
- CEO Aeroporto civile, Waco Kungo, Angola
- CEP Aeroporto civile, Concepción, Bolivia
- CEQ Aeroporto Mandelieu, Cannes, Francia
- CER Aeroporto Maupertus, Cherbourg, Francia
- CES Aeroporto civile, Cessnock, Australia
- CET Aeroporto Le Pontreau, Cholet, Francia
- CEU Aeroporto Clemson-Oconee County, Clemson (Carolina del Sud), Stati Uniti d'America
- CEV Aeroporto civile, Connersville Mettle Fld, Stati Uniti d'America
- CEW Aeroporto Bob Sikes, Crestview (Florida), Stati Uniti d'America
- CEX Aeroporto civile, Chena Hot Spgs., Stati Uniti d'America
- CEY Aeroporto civile, Murray Calloway Co., Stati Uniti d'America
- CEZ Aeroporto Cortez-Montezuma County, Cortez (Colorado), Stati Uniti d'America
- CFA Aeroporto civile, Coffee Point (Alaska), Stati Uniti d'America
- CFE Aeroporto Aulnat, Clérmont-Ferrand, Francia
- CFF Aeroporto civile, Cafunfo, Angola
- CFG Aeroporto civile, Cienfuegos, Las Villas, Cuba
- CFH Aeroporto civile, Clifton Hills, Australia
- CFI Aeroporto civile, Camfield, Australia
- CFN Aeroporto Garrickfin, Donegal, Irlanda
- CFO Aeroporto civile, Confreza, Brasile
- CFP Aeroporto civile, Carpentaria Downs, Australia
- CFR Aeroporto Carpiquet, Caen, Francia
- CFS Aeroporto civile, Coffs Harbour (Nuova Galles del Sud), Australia
- CFT Aeroporto civile, Clifton, Stati Uniti d'America
- CFU Aeroporto I. Kapodistrias, Corfù, Grecia
- CGA Aeroporto civile, Craig (Alaska), Stati Uniti d'America
- CGB Aeroporto civile, Cuiabá, Brasile
- CGC Aeroporto civile, Capo Gloucester, Papua Nuova Guinea
- CGD Aeroporto civile, Changde, Cina
- CGE Aeroporto civile, Cambridge, Stati Uniti d'America
- CGF Aeroporto civile, Cleveland/Cuyahoga (Ohio), Stati Uniti d'America
- CGH Aeroporto de Congonhas, San Paolo, Brasile
- CGI Aeroporto Cape Girardeau Regional, Cape Girardeau (Missouri), Stati Uniti d'America
- CGJ Aeroporto civile, Chingola, Zambia
- CGK Aeroporto Internazionale Soekarno-Hatta, Giacarta, Indonesia
- CGM Aeroporto civile, Camiguin Mambajao, Filippine
- CGN Aeroporto di Colonia-Bonn, Colonia/Bonn, Germania
- CGO Aeroporto Xinzheng, Zhengzhou, Cina
- CGP Aeroporto Patenga, Chittagong, Bangladesh
- CGQ Aeroporto civile, Changchun, Cina
- CGR Aeroporto civile, Campo Grande, Brasile
- CGS Aeroporto civile, College Park (Maryland), Stati Uniti d'America
- CGT Aeroporto civile, Chinguitti, Mauritania
- CGU Aeroporto civile, Ciudad Guayana, Venezuela
- CGV Aeroporto civile, Caiguna, Australia
- CGX Aeroporto di Meigs Field, Chicago (Illinois), Stati Uniti d'America
- CGY Aeroporto civile, Cagayan de Oro, Filippine
- CGZ Aeroporto Automatic Weather Observing/Reporting System, Casa Granda (Arizona), Stati Uniti d'America

## CH-CN
- CHA Aeroporto Lovell Field, Chattanooga, Stati Uniti d'America
- CHB Aeroporto civile, Chilas, Pakistan
- CHC Aeroporto G. Adams International, Christchurch, Nuova Zelanda
- CHD Aeroporto civile, Chandler Williams, Stati Uniti d'America
- CHE Aeroporto civile, Caherciveen Reenroe, Irlanda
- CHF Aeroporto civile, Chinhae, Corea del Sud
- CHG Aeroporto civile, Chaoyang, Cina
- CHH Aeroporto civile, Chachapoyas, Perù
- CHI Aeroporto civile, Chicago (Illinois), Stati Uniti d'America
- CHJ Aeroporto civile, Chipinge, Zimbabwe
- CHK Aeroporto civile, Čokurdach, Russia
- CHL Aeroporto civile, Challis (Idaho), Stati Uniti d'America
- CHM Aeroporto civile, Chimbote, Perù
- CHN Aeroporto AB, Chŏngju, Corea del Sud
- CHO Aeroporto Charlottesville-Albemarle, Charlottesville (Virginia), Stati Uniti d'America
- CHP Aeroporto civile, Circle Hot Springs (Alaska), Stati Uniti d'America
- CHQ Aeroporto di La Canea-Suda, La Canea, Grecia
- CHR Aeroporto Deols, Châteauroux, Francia
- CHS Aeroporto Nise - International, Charleston (Carolina del Sud), Stati Uniti d'America
- CHT Aeroporto Tuuta, Chatham Island, Nuova Zelanda
- CHU Aeroporto civile, Chuathbaluk (Alaska), Stati Uniti d'America
- CHV Aeroporto civile, Chaves, Portogallo
- CHW Aeroporto civile, Jiuquan, Cina
- CHX Aeroporto Captain Manuel Nino, Changuinola, Panama
- CHY Aeroporto civile, Choiseul Bay, Isole Salomone
- CHZ Aeroporto civile, Chiloquin State, Stati Uniti d'America
- CIA Aeroporto internazionale G. B. Pastine, Roma-Ciampino, Italia
- CIB Aeroporto civile, Catalina Is. Ap In The Sky, Stati Uniti d'America
- CIC Aeroporto Chico Municipal, Chico (California), Stati Uniti d'America
- CID Aeroporto Cedar Rapids Municipal, Cedar Rapids (Iowa)/Iowa City, Stati Uniti d'America
- CIE Aeroporto civile, Collie, Australia
- CIF Aeroporto civile, Chifeng, Cina
- CIG Aeroporto civile, Craig (Colorado), Stati Uniti d'America
- CIH Aeroporto civile, Changzhi, Cina
- CIJ Aeroporto civile, Cobija, Bolivia
- CIK Aeroporto civile, Chalkyitsik (Alaska), Stati Uniti d'America
- CIL Aeroporto civile, Council Melsing, Stati Uniti d'America
- CIM Aeroporto civile, Cimitarra, Colombia
- CIN Aeroporto civile, Carroll (Iowa), Stati Uniti d'America
- CIP Aeroporto civile, Chipata, Zambia
- CIQ Aeroporto civile, Chiquimula, Guatemala
- CIS Aeroporto civile, Canton Insland, Kiribati
- CIT Aeroporto di Šymkent, Šymkent, Kazakistan
- CIU Aeroporto Automatic Weather Observing/Reporting System, Sault Sainte Marie/Chippewa International (Michigan), Stati Uniti d'America
- CIV Aeroporto civile, Chomley, Stati Uniti d'America
- CIW Aeroporto civile, Canouan Island, Saint Vincent e Grenadine
- CIX Aeroporto CORNEL RUIZ/Cap. J.A.Q. Gonzales, Chiclayo, Perù
- CIY Aeroporto civile "Pio La Torre", Comiso, Italia
- CIZ Aeroporto civile, Coari, Brasile
- CJA Aeroporto Mayot A.R. Iglesias, Cajamarca, Perù
- CJB Aeroporto PEELAMEDU, Coimbatore, India
- CJC Aeroporto civile, Calama, Cile
- CJD Aeroporto civile, Candilejas, Colombia
- CJL Aeroporto civile, Chitral, Pakistan
- CJS Aeroporto Internazionale Abraham González, Ciudad Juárez, Messico
- CJU Aeroporto Cheju International, Cheju, Corea del Sud
- CKB Aeroporto civile, Clarksburg/Benedum (Virginia Occidentale), Stati Uniti d'America
- CKC Aeroporto civile, Čerkasi, Ucraina
- CKD Aeroporto civile, Crooked Creek (Alaska), Stati Uniti d'America
- CKE Aeroporto civile, Clear Lake, Stati Uniti d'America
- CKG Aeroporto civile, Chongqing, Cina
- CKH Aeroporto civile, Čokurdach, Russia
- CKI Aeroporto civile, Croker Island, Australia
- CKK Eliporto civile, Cherokee Village (Arkansas), Stati Uniti d'America
- CKM Aeroporto civile, Clarksdale Fletcher, Stati Uniti d'America
- CKN Aeroporto Crookston Municipal Field, Crookston (Minnesota), Stati Uniti d'America
- CKO Aeroporto civile, Cornelio Procopio, Brasile
- CKR Aeroporto civile, Crane Island, Stati Uniti d'America
- CKS Aeroporto di Carajas, Carajas/Marab, Brasile
- CKU Aeroporto civile, Cordova City, Stati Uniti d'America
- CKV Aeroporto Outlaw Field, Clarksville (Tennessee), Stati Uniti d'America
- CKX Aeroporto civile, Chicken (Alaska), Stati Uniti d'America
- CKY Aeroporto G'BESSIA, Conakry, Guinea
- CKZ Aeroporto civile, Çanakkale, Turchia
- CLA Aeroporto civile, Comilla, Bangladesh
- CLC Aeroporto civile, Clear Lake City Metroport, Stati Uniti d'America
- CLD Aeroporto Mcclellan-Palomar, Carlsbad (California), Stati Uniti d'America
- CLE Aeroporto Cleveland-Hopkins International, Cleveland, Stati Uniti d'America
- CLG Aeroporto civile, Coalinga, Stati Uniti d'America
- CLH Aeroporto civile, Coolah, Australia
- CLJ Aeroporto di Cluj-Napoca-Avram Iancu, Cluj-Napoca, Romania
- CLK Aeroporto CHEK LAP KOK International, Hong Kong Clk, Hong Kong
- CLL Aeroporto Easterwood Field, College Station (Texas), Stati Uniti d'America
- CLM Aeroporto civile, Port Angeles (Washington), Stati Uniti d'America
- CLN Aeroporto civile, Carolina, Brasile
- CLO Aeroporto di Cali-Alfonso Bonilla Aragón, Cali, Colombia
- CLP Aeroporto civile, Clarks Point (Alaska), Stati Uniti d'America
- CLQ Aeroporto civile, Colima, Messico
- CLR Aeroporto civile, Calipatria, Stati Uniti d'America
- CLS Aeroporto civile, Chehalis, Stati Uniti d'America
- CLT Aeroporto Douglas International, Charlotte (Carolina del Nord), Stati Uniti d'America
- CLU Aeroporto civile, Columbus, Stati Uniti d'America
- CLV Aeroporto civile, Caldas Novas, Brasile
- CLX Aeroporto civile, Clorinda, Argentina
- CLY Aeroporto Sainte Catherine, Calvi, Francia
- CLZ Aeroporto civile, Calabozo, Venezuela
- CMA Aeroporto civile, Cunnamulla (Queensland), Australia
- CMB Aeroporto Katunayake International, Colombo, Sri Lanka
- CMC Aeroporto civile, Camocim, Brasile
- CMD Aeroporto civile, Cootamundra (Nuova Galles del Sud), Australia
- CME Aeroporto civile, Ciudad Del Carmen, Messico
- CMF Aeroporto di Chambéry Aix-les-Bains, Chambéry/Aix-les-Bains, Francia
- CMG Aeroporto civile, Corumba (MS), Brasile
- CMH Aeroporto Internazionale di Port Columbus (Ohio), Stati Uniti d'America
- CMI Aeroporto University Of Illinois-Willard, Champaign/Urbana (Illinois), Stati Uniti d'America
- CMJ Aeroporto civile, Chi Mei, Taiwan
- CMK Aeroporto civile, Club Makokola, Malawi
- CML Aeroporto civile, Camooweal, Australia
- CMM Aeroporto civile, Carmelita, Guatemala
- CMN Aeroporto MOHAMMED V International, Casablanca, Marocco
- CMO Aeroporto civile, Obbia, Somalia
- CMP Aeroporto civile, Santana Do Araguaia (PA), Brasile
- CMQ Aeroporto civile, Clermont, Australia
- CMR Aeroporto Houssen, Colmar, Francia
- CMS Aeroporto civile, Scusciuban, Somalia
- CMT Aeroporto civile, Cametá, Brasile
- CMU Aeroporto civile, Kundiawa, Papua Nuova Guinea
- CMV Aeroporto civile, Coromandel, Nuova Zelanda
- CMW Aeroporto IGNACIO AGROMONTE INTERNACIONAL, Camagüey, Cuba
- CMX Aeroporto HOUGHTON COUNTY/MEMORIAL, Hancock (Michigan), Stati Uniti d'America
- CMY Aeroporto civile, Sparta, Stati Uniti d'America
- CNA Aeroporto civile, Cananea, Messico
- CNB Aeroporto civile, Coonamble (Nuova Galles del Sud), Australia
- CNC Aeroporto civile, Coconut Island, Australia
- CND Aeroporto di Costanza-Mihail Kogălniceanu, Costanza, Romania
- CNE Aeroporto civile, Cañon City, Stati Uniti d'America
- CNF Aeroporto TANCREDO NEVES International, Belo Horizonte (MG), Brasile
- CNG Aeroporto Chateau-Bernard, Cognac, Francia
- CNH Aeroporto civile, Claremont (New Hampshire), Stati Uniti d'America
- CNI Aeroporto civile, Changhai, Cina
- CNJ Aeroporto civile, Cloncurry (Queensland), Australia
- CNK Aeroporto Blosser Municipal, Concordia (Kansas), Stati Uniti d'America
- CNL Aeroporto civile, Sindal, Danimarca
- CNM Cavern City Air Terminal, Carlsbad (Nuovo Messico), Stati Uniti d'America
- CNN Aeroporto civile, Čul'man, Russia
- CNO Aeroporto civile, Chino (California), Stati Uniti d'America
- CNP Aeroporto civile, Neerlerit Inaat, Groenlandia
- CNQ Aeroporto civile, Corrientes, Argentina
- CNR Aeroporto civile, Chañaral, Cile
- CNS Aeroporto Cairns International, Cairns (Queensland), Australia
- CNT Aeroporto civile, Charata, Argentina
- CNU Aeroporto Chanute Martin Johnson, Chanute (Kansas), Stati Uniti d'America
- CNV Aeroporto civile, Canavieiras, Brasile
- CNW Aeroporto TSTI-Waco/James Connall, Waco (Texas), Stati Uniti d'America
- CNX Aeroporto di Chiang Mai, Chiang Mai, Thailandia
- CNY Aeroporto civile, Moab (Utah), Stati Uniti d'America
- CNZ Aeroporto civile, Cangamba, Angola

## CO-CZ
- COA Aeroporto civile, Columbia (California), Stati Uniti d'America
- COB Aeroporto civile, Coolibah, Australia
- COC Aeroporto Comodoro Pierres, Concordia - Pierest Egui, Argentina
- COD Aeroporto regionale di Yellowstone, Cody (Wyoming), Stati Uniti d'America
- COE Aeroporto Automatic Weather Observing/Reporting System, Coeur D'alene (Idaho), Stati Uniti d'America
- COF Aeroporto Patrick Air Force Base, Cocoa Beach (Florida), Stati Uniti d'America
- COG Aeroporto civile, Condoto, Colombia
- COH Aeroporto civile, Cooch Behar, India
- COI Aeroporto civile, Cocoa Merritt Is, Stati Uniti d'America
- COJ Aeroporto civile, Coonabarabran (Nuova Galles del Sud), Australia
- COK Aeroporto Internazionale di Kochi, India
- COL Aeroporto civile, Coll Island, Regno Unito
- COM Aeroporto civile, Coleman (Texas), Stati Uniti d'America
- COO Aeroporto Internazionale Cardinal Bernardin Gantin-Cadjehoun, Cotonou, Benin
- COQ Aeroporto civile, Choibalsan, Mongolia
- COR Aeroporto PAJAS BLANCAS, Cordoba (CD), Argentina
- COS Aeroporto PETERSON FIELD - City Of Colorado Springs Municipal, Colorado Springs (Colorado), Stati Uniti d'America
- COT Aeroporto Cotulla-La Salle County, Cotulla (Texas), Stati Uniti d'America
- COU Aeroporto Columbia Regional, Columbia (Missouri), Stati Uniti d'America
- COV Aeroporto civile, Covilhã, Azzorre - Portogallo
- COX Aeroporto civile, Congo Town - Andoros Island, Bahamas
- COY Aeroporto civile, Coolawanyah, Australia
- COZ Aeroporto civile, Constanza, Repubblica Dominicana
- CPA Aeroporto CAPE PALMAS A. TUBMAN, Harper, Liberia
- CPB Aeroporto civile, Capurgana, Colombia
- CPC Aeroporto civile, San Martín de los Andes, Argentina
- CPD Aeroporto civile, Coober Pedy (South Australia), Australia
- CPE Aeroporto Alberto Acuna Ongay, Campeche, Messico
- CPF Aeroporto civile, Cepu, Indonesia
- CPG Aeroporto civile, Carmen de Patagones, Argentina
- CPH Aeroporto di Copenaghen, Copenaghen, Danimarca
- CPI Aeroporto civile, Cape Orford, Papua Nuova Guinea
- CPL Aeroporto civile, Chaparral, Colombia
- CPM Aeroporto civile, Compton, Stati Uniti d'America
- CPN Aeroporto civile, Cape Rodney, Papua Nuova Guinea
- CPO Aeroporto civile, Copiapó, Cile
- CPQ Aeroporto Campinas International, Campinas (SP), Brasile
- CPR Aeroporto Natrona County International Airport, Casper (Wyoming), Stati Uniti d'America
- CPS Aeroporto St Louis Downtown-Parks, Cahokia/St Louis (Illinois), Stati Uniti d'America
- CPT Aeroporto Internazionale di Città del Capo, Città del Capo, Sudafrica
- CPU Aeroporto civile, Cururupu, Brasile
- CPV Aeroporto civile, Campina Grande (PB), Brasile
- CPX Aeroporto Benjamín Rivera Noriega, Culebra, Porto Rico
- CQF Aeroporto civile, Calais Marck, Francia
- CQM Aeroporto di Ciudad Real, Ciudad Real
- CQP Aeroporto civile, Cape Flattery, Australia
- CQT Aeroporto civile, Caquetania, Colombia
- CRA Aeroporto di Craiova, Craiova, Romania
- CRB Aeroporto civile, Collarenebri, Australia
- CRC Aeroporto civile, Cartago Santa Ana, Colombia
- CRD Aeroporto General E. Mosconi, Comodoro Rivadavia (CB), Argentina
- CRE Aeroporto Grand Strand, North Myrtle Beach (Carolina del Sud), Stati Uniti d'America
- CRF Aeroporto civile, Carnot, Repubblica Centrafricana
- CRG Aeroporto Craig Municipal, Jacksonville (Florida), Stati Uniti d'America
- CRH Aeroporto civile, Cherribah, Australia
- CRI Aeroporto civile, Crooked Island, Bahamas
- CRJ Aeroporto civile, Coorabie, Australia
- CRK Aeroporto di Clark, Angeles, Filippine
- CRL Aeroporto Gosselies, Charleroi/Brussels South, Belgio
- CRM Aeroporto Northern Samar, Catarman, Filippine
- CRN Aeroporto civile, Cromarty Dalcross, Regno Unito
- CRO Aeroporto civile, Corcoran, Stati Uniti d'America
- CRP Aeroporto Corpus Christi International, Corpus Christi (Texas), Stati Uniti d'America
- CRQ Aeroporto civile, Caravelas (Buenos Aires), Brasile
- CRR Aeroporto civile, Ceres, Argentina
- CRS Aeroporto Campbell Field-Corsicana Municipal, Corsicana (Texas), Stati Uniti d'America
- CRT Aeroporto civile, Crossett Municipal, Stati Uniti d'America
- CRU Aeroporto civile, Carriacou, Grenada
- CRV Aeroporto di Crotone, Crotone KR, Italia
- CRW Aeroporto Yeager, Charleston (Virginia Occidentale), Stati Uniti d'America
- CRX Aeroporto civile, Corinth Turner, Stati Uniti d'America
- CRY Aeroporto civile, Carlton Hill, Australia
- CRZ Aeroporto civile, Chardzhou, Turkmenistan
- CSB Aeroporto civile, Caransebeș, Romania
- CSC Aeroporto Codela, Canas, Costa Rica
- CSD Aeroporto civile, Cresswell Downs, Australia
- CSF Aeroporto Fafb, Creil-Senlis, Francia
- CSG Aeroporto METROPOLITAN/FORT BENNING, Columbus (Georgia), Stati Uniti d'America
- CSH Aeroporto civile, Cape Sarichef (Alaska), Stati Uniti d'America
- CSI Aeroporto civile, Casino (Nuova Galles del Sud), Australia
- CSJ Aeroporto civile, Cape St Jacques, Vietnam
- CSK Aeroporto civile, Cap-Skirring, Senegal
- CSL Aeroporto civile, San Luis Obispo (California), Stati Uniti d'America
- CSM Aeroporto Clinton-Sherman, Clinton (Oklahoma), Stati Uniti d'America
- CSN Aeroporto civile, Carson City, Stati Uniti d'America
- CSQ Aeroporto civile, Creston (Iowa), Stati Uniti d'America
- CSR Aeroporto civile, Casuarito, Colombia
- CSS Aeroporto civile, Cassilândia, Brasile
- CST Aeroporto civile, Castaway Island, Figi
- CSU Aeroporto civile, Santa Cruz Do Sul (RS), Brasile
- CSV Aeroporto Crossville Memorial, Crossville (Tennessee), Stati Uniti d'America
- CSX Aeroporto di Changsha-Huanghua, Changsha e Hunan, Cina
- CSY Aeroporto civile, Čeboksary, Russia
- CTA Aeroporto internazionale Fontanarossa, Catania-Fontanarossa, Italia
- CTB Aeroporto Automatic Weather Observing/Reporting System, Cut Bank (Montana), Stati Uniti d'America
- CTC Aeroporto civile, Catamarca (California), Argentina
- CTE Aeroporto civile, Carti, Panama
- CTG Aeroporto di Cartagena-Rafael Núñez, Cartagena de Indias, Colombia
- CTH Aeroporto civile, Coatesville Chester Co, Stati Uniti d'America
- CTI Aeroporto civile, Cuito-Cuanavale, Angola
- CTK Aeroporto civile, Canton, Stati Uniti d'America
- CTL Aeroporto Charleville, Charleville (Queensland), Australia
- CTM Aeroporto Chetumal International, Chetumal, Messico
- CTN Aeroporto civile, Cooktown (Queensland), Australia
- CTO Aeroporto civile, Calverton/Grumman (New York), Stati Uniti d'America
- CTP Aeroporto civile, Carutapera, Brasile
- CTQ Aeroporto civile, Santa Vitoria (MG), Brasile
- CTR Aeroporto civile, Cattle Creek, Australia
- CTS Aeroporto di Shin-Chitose, Sapporo, Giappone
- CTT Aeroporto civile, Le Castellet, Francia
- CTU Aeroporto civile, Chengdu, Cina
- CTW Aeroporto civile, Cottonwood, Stati Uniti d'America
- CTY Aeroporto Cross City, Cross City (Florida), Stati Uniti d'America
- CTZ Aeroporto civile, Clinton Sampson, Stati Uniti d'America
- CUA Aeroporto civile, Ciudad Constitución, Messico
- CUB Aeroporto Columbia Owens Downtown, Columbia (Carolina del Sud), Stati Uniti d'America
- CUC Aeroporto Camilo Daza, Cúcuta, Colombia
- CUD Aeroporto civile, Caloundra, Australia
- CUE Aeroporto internazionale di Mariscal Lamar, Cuenca, Ecuador
- CUF Aeroporto di Cuneo-Levaldigi, Cuneo, Italia
- CUG Aeroporto civile, Cudal (Nuova Galles del Sud), Australia
- CUH Aeroporto civile, Cushing Municipal, Stati Uniti d'America
- CUI Aeroporto civile, Currillo, Colombia
- CUJ Aeroporto civile, Culion, Filippine
- CUK Aeroporto civile, Caye Caulker, Belize
- CUL Aeroporto Sinaloa, Culiacán, Messico
- CUM Aeroporto Internazionale Antonio José de Sucre, Cumaná, Venezuela
- CUN Aeroporto Internazionale di Cancún, Messico
- CUO Aeroporto civile, Carurú, Colombia
- CUP Aeroporto Gen. Jose, Carúpano, Venezuela
- CUQ Aeroporto civile, Coen, Australia
- CUR Aeroporto Internazionale di Hato, Curaçao/Willemstad, Regno dei Paesi Bassi
- CUS Aeroporto civile, Columbus Municipal, Stati Uniti d'America
- CUT Aeroporto civile, Cutral (Nebraska), Argentina
- CUU Aeroporto General Roberto Fierro Villalobos - Chihuahua, Chihuahua, Messico
- CUV Aeroporto civile, Casigua, Venezuela
- CUW Aeroporto civile, Cube Cove (Alaska), Stati Uniti d'America
- CUX Aeroporto civile, Corpus Christi Cuddihy Field, Stati Uniti d'America
- CUY Aeroporto civile, Cue (Western Australia), Australia
- CUZ Aeroporto Internazionale Alejandro Velasco Astete, Cusco, Perù
- CVA Aeroporto civile, Pittsburgh Civic Ar Heli, Stati Uniti d'America
- CVB Aeroporto civile, Chungribu, Papua Nuova Guinea
- CVC Aeroporto civile, Cleve (South Australia), Australia
- CVE Aeroporto civile, Coveñas, Colombia
- CVF Aeroporto civile, Courchevel, Francia
- CVG Aeroporto Internazionale di Cincinnati, Covington/Cincinnati, Stati Uniti d'America
- CVH Aeroporto civile, Caviahue, Argentina
- CVI Aeroporto civile, Caleta Olivia, Argentina
- CVJ Aeroporto civile, Cuernavaca, Messico
- CVL Aeroporto civile, Cape Vogel, Papua Nuova Guinea
- CVM Aeroporto civile, Ciudad Victoria, Messico
- CVN Aeroporto MUNICIPAL, Clovis (Nuovo Messico), Stati Uniti d'America
- CVO Aeroporto Automatic Weather Observing/Reporting System, Corvallis Municipal (Oregon), Stati Uniti d'America
- CVQ Aeroporto civile, Carnarvon (Western Australia), Australia
- CVR Aeroporto civile, Culver City Hughes, Stati Uniti d'America
- CVS Aeroporto Clovis, Cannon AFB (Nuovo Messico), Stati Uniti d'America
- CVT Aeroporto Baginton, Coventry, Regno Unito
- CVU Aeroporto civile, Corvo Islands, Azzorre - Portogallo
- CWA Aeroporto Central Wisconsin, Mosinee/Wausau/Stevens Point (Wisconsin), Stati Uniti d'America
- CWB Aeroporto Afonso Pena, Curitiba (PR), Brasile
- CWC Aeroporto civile, Černivci, Ucraina
- CWG Aeroporto civile, Callaway Gardens, Stati Uniti d'America
- CWI Aeroporto Automatic Weather Observing/Reporting System, Clinton Municipal (Iowa), Stati Uniti d'America
- CWL Aeroporto Rhoose Wales, Cardiff, Regno Unito
- CWO Aeroporto civile, Mineral Wells/Fort Wolter AAF, Stati Uniti d'America
- CWP Aeroporto civile, Campbellpore, Pakistan
- CWR Aeroporto civile, Cowarie, Australia
- CWS Aeroporto civile, Center Island (Washington), Stati Uniti d'America
- CWT Aeroporto civile, Cowra, Nuovo Galles del Sud, Australia
- CWW Aeroporto civile, Corowa, Australia
- CXA Aeroporto civile, Caicara de Orinoco, Venezuela
- CXB Aeroporto civile, Cox's Bazar, Bangladesh
- CXC Aeroporto civile, Chitina, Stati Uniti d'America
- CXF Aeroporto civile, Coldfoot, Stati Uniti d'America
- CXH Aeroporto COAL HARBOUR SPB, Vancouver (BC), Canada
- CXI Aeroporto Internazionale Cassidy, Christmas Island, Kiribati
- CXJ Aeroporto Campo dos Bugres, Caxias Do Sul (RS), Brasile
- CXL Aeroporto Calexico International, Calexico (California), Stati Uniti d'America
- CXN Aeroporto civile, Candala, Somalia
- CXO Aeroporto Montgomery County, Conroe (Texas), Stati Uniti d'America
- CXP Aeroporto civile, Cilacap, Indonesia
- CXQ Aeroporto civile, Christmas Creek, Australia
- CXT Aeroporto civile, Charters Towers, Australia
- CXY Aeroporto civile, Cat Cay, Bahamas
- CYA Aeroporto civile, Les Cayes, Haiti
- CYB Aeroporto Gerrard Smith, Cayman Brac Island, Isole Cayman
- CYC Aeroporto civile, Caye Chapel, Belize
- CYE Aeroporto civile, Crystal Lake, Stati Uniti d'America
- CYF Aeroporto civile, Chefornak (Alaska), Stati Uniti d'America
- CYG Aeroporto civile, Corryong, Australia
- CYI Aeroporto Tw-Afb, Chiayi, Taiwan
- CYL Aeroporto civile, Coyoles, Honduras
- CYM Aeroporto civile, Chatham (Alaska), Stati Uniti d'America
- CYP Aeroporto civile, Calbayog, Filippine
- CYR Aeroporto civile, Colonia, Uruguay
- CYS Aeroporto MUNICIPAL, Cheyenne (Wyoming), Stati Uniti d'America
- CYT Aeroporto civile, Cape Yakataga, Stati Uniti d'America
- CYU Aeroporto civile, Cuyo, Filippine
- CYX Aeroporto civile, Cherskiy/Chersky, Russia
- CYZ Aeroporto Isabela, Cauayan, Filippine
- CZA Aeroporto civile, Chichén Itzá, Messico
- CZB Aeroporto civile, Cruz Alta Carlo Ruhl, Brasile
- CZE Aeroporto civile, Coro, Venezuela
- CZF Aeroporto Airways Facilities Sector LRRS, Cape Romanzoff (Alaska), Stati Uniti d'America
- CZH Aeroporto civile, Corozal, Belize
- CZJ Aeroporto civile, Corazon de Jesus, Panama
- CZK Aeroporto civile, Cascade Locks State (Oregon), Stati Uniti d'America
- CZL Aeroporto Mohammed Boudiaf, Constantine-Ain El Bey, Algeria (sito informativo)
- CZM Aeroporto Cozumel International, Cozumel, Messico
- CZN Aeroporto civile, Chisana (Alaska), Stati Uniti d'America
- CZO Aeroporto civile, Chistochina, Stati Uniti d'America
- CZP Aeroporto civile, Cape Pole, Stati Uniti d'America
- CZS Aeroporto civile, Cruzeiro Do Sul (AC), Brasile
- CZT Aeroporto civile, Carrizo Springs, Stati Uniti d'America
- CZU Aeroporto civile, Corozal, Colombia
- CZW Aeroporto civile, Częstochowa, Polonia
- CZX Aeroporto civile, Changzhou, Cina
- CZY Aeroporto civile, Cluny, Australia